# Київський балет
Київський національний балет виконує твори класичного балету та гастролює за кордоном. Зараз у його репертуарі 24 балети, один з найбільших у світі, і серед його членів було багато відомих танцюристів.

## Історія

### 1867—1930
Національна опера України, театр сценічного мистецтва з оперною компанією-резидентом, була створена в 1867 році. Вона також включала невелику резидентську трупу артистів, яка під час оперних постановок виконувала танці в народному стилі. До 1893 року це переросло у групу, достатню для постановки великих балетів. Серед перших постановок були народні танці та балети з українськими історіями.
Протягом 1910-х років танцювальна сцена в Києві стрімко розвивалась у класичному балеті. Михайло Мордкін, колишній соліст Великого балету, їздив до Києва з трупою і робив вистави на іспанські та східні теми. Він був найнятий Київським молодіжним театром між 1916 і 1919 роками і здобув репутацію впливового викладача танцю.
Броніслава Ніжинська, сестра Васлава Ніжинського і колишня солістка «паризьких балетів» Дягілєва, втекла до Києва в 1916 році, щоб уникнути Першої світової війни в Західній Європі. Її чоловік, також танцюрист «Руських балетів», був найнятий майстром балету в Київській опері. Ніжинська заснувала в Києві школу модерністського танцю «Ecole de Mouvement». Це був впливовий крок уперед у київській танцювальній культурі, піддавши артистів там авангарду Західної Європи. Однак після Комуністичної революції в Росії та Україні Ніжинська була змушена ще раз втекти до Польщі, і незабаром школа розпалася. Її найвидатнішим вихованцем, перебуваючи в Києві, був місцевий танцюрист Серж Лифар, який в 1923 році став головним танцюристом балетів «Русі», і його вважали найважливішим танцівником і хореографом свого покоління.

### 1931—1989
Перший повноцінний симфонічний український балет «Пан Каньовський» М. Вериківського був виконаний Київським балетом 18 жовтня 1931 року. У 1935 р. Київський балет був нагороджений золотою медаллю на Лондонському міжнародному фестивалі фольклорного танцю. Київська балетна компанія почала здійснювати міжнародні гастролі в 1950-х роках, насамперед у країнах Комуністичного блоку, таких як Болгарія, Югославія та Угорщина, а також у Великій Британії та Франції. На Міжнародному танцювальному фестивалі в Парижі 1964 року Київський балет був нагороджений найвищим призом Французької академії танцю. Вистави Національного балету України в Парижі протягом багатьох років вважалися головними подіями європейського культурного календаря.

### 1990—2021
Після здобуття Україною незалежності в 1990 році Київський балет розпочав більш масштабні міжнародні гастролі, додавши вистави в Північній Америці, Європі та Азії.
Хореограф Анатолій Шекера керував компанією з 1992 по 2000 рік. Наприкінці 20 століття Шекера була рушійною силою Національного балету. Шекера керував сучасними та класичними творами балету.
Зараз компанія має близько 150 танцюристів і щомісяця проводить 16 постановок у своєму київському театрі, окрім великих міжнародних гастролей. Деякі з відомих колишніх учасників київського балету — Аліна Кожокару, Світлана Захарова, Леонід Сарафанов, Максим Білосерковський та його дружина Ірина Дворовенко. Іншими колишніми членами є Майя Плісецька, Надія Павлова, Марина Тимофєєва, Ірина Колпакова, Алла Осипенко та Володимир Малахов.

## Київська балетна школа
Київський хореографічний коледж, формально Київська хореографічна школа / академія, була започаткована Галиною Березовою. Школа була заснована в 1949 році і вважається однією з найкращих балетних шкіл на пострадянському просторі. Вперше вона відкрилася в 1934 році як невеличка студія для підготовки артистів балету для Київського театру опери та балету, де працювала легендарна викладачка балету та впливовиця Агріппіна Ваганова.